# Komínový efekt

Ilustrace komínového efektu. Ukazatel manometru indikuje tlak, barva značí teplotu. Protože sloup horkého vzduchu v komíně je lehčí než studený vzduch, je zde nižší tlak než mimo něj (ve stejné výšce). To způsobuje pohyb vzduchu - konvekci.

Komínový efekt je fyzikální jev proudění (stoupání) teplého vzduchu svislou dutinou způsobený rozdílnou teplotou na obou koncích dutiny. Komínový efekt se uplatňuje v komínech jako komínový tah odvádějící spaliny, větracích a jiných šachtách, chladicích věžích i vertikálních prostorách v budovách.

## Fyzikální princip
Vzduch opouštějící dutinu (komín) má nižší hustotu než chladnější vzduch okolního prostředí a stoupá proto vzhůru působením vztlaku. Teplý vzduch opouštějící dutinu v ní působí podtlak, který způsobuje nasávání teplého vzduchu dolním koncem dutiny. Čím vyšší je rozdíl teplot a výška konstrukce (např. komínu), tím vyšší je rozdíl hustoty vzduchu (vztlak) a výsledný komínový efekt. Příliš úzké a dlouhé dutiny (uvádí se poměr 1:187) však komínový efekt potlačují.

## Nepříznivé efekty
Kvůli komínovému efektu dochází během topné sezóny v budovách (které nejsou nikdy dokonale uzavřeny) k cirkulaci vzduchu, kdy teplejší vzduch stoupá nahoru a chladnější vzduch proniká okny, dveřmi nebo průduchy či netěsnostmi dovnitř. V případě nekvalitní izolace stropu a množství netěsností dochází v domech k velkým ztrátám tepla.
V létě se v menším měřítku vyskytuje proces obrácený, kdy vzduch ochlazovaný komínem je těžší než horký venkovní vzduch a klesá proto komínem dovnitř budovy. Obrácený tah může přinášet zápach komína do budovy a v případě zatopení bránit odvodu spalin, které se místo do komína šíří do vytápěné místnosti.
Komínový efekt může např. živit rozsáhlý oheň, být v domě příčinou zápachu z kanalizace apod.

## Solární věže
Komínový efekt má důležitý význam i v tzv. solárních věžích - druhu solární elektrárny. Sluncem ohřátý vzduch je tahem komínu nasáván do úzké věže/komína, kde stoupá vzhůru a roztáčí lopatky turbín.